# Habenaria subaequalis
Habenaria subaequalis là một loài thực vật có hoa trong họ Lan. Loài này được Summerh. mô tả khoa học đầu tiên năm 1962.